# Rue Francis-de-Pressensé (Paris)
Ne doit pas être confondu avec Rue Francis-de-Pressensé (Aubervilliers et Saint-Denis).
La rue Francis-de-Pressensé est une voie du 14e arrondissement de Paris, en France.

## Situation et accès
La rue Francis-de-Pressensé est une voie publique située dans le 14e arrondissement de Paris. Elle débute au 99, rue de l'Ouest et se termine au 82, rue Raymond-Losserand.

## Origine du nom
Elle porte le nom du député Francis de Pressensé (1853-1914).

## Historique
La voie est ouverte en 1863 sous le nom de « rue Chatelain », du nom du propriétaire des terrains, et prend sa dénomination actuelle le 26 mars 1928.
En mai 1975, est ouvert aux numéros 7-9, l'Olympic-Entrepôt.